# TMEM159
TMEM159 (англ. Transmembrane protein 159) – білок, який кодується однойменним геном, розташованим у людей на 16-й хромосомі. Довжина поліпептидного ланцюга білка становить 161 амінокислот, а молекулярна маса — 17 522.
| 10         |  | 20         |  | 30         |  | 40         |  | 50         |
| ---------- |  | ---------- |  | ---------- |  | ---------- |  | ---------- |
| MAKEEPQSIS |  | RDLQELQKKL |  | SLLIDSFQNN |  | SKVVAFMKSP |  | VGQYLDSHPF |
| LAFTLLVFIV |  | MSAVPVGFFL |  | LIVVLTTLAA |  | LLGVIILEGL |  | VISVGGFSLL |
| CILCGLGFVS |  | LAMSGMMIAS |  | YVVVSSLISC |  | WFSPRPLTQQ |  | NTSCDFLPAM |
| KSAEFEGLYQ |  | E          |  |            |  |            |  |            |

A: Аланін

C: Цистеїн

D: Аспарагінова кислота

E: Глутамінова кислота

F: Фенілаланін

G: Гліцин

H: Гістидин

I: Ізолейцин

K: Лізин

L: Лейцин

M: Метіонін

N: Аспарагін

P: Пролін

Q: Глутамін

R: Аргінін

S: Серин

T: Треонін

V: Валін

W: Триптофан

Задіяний у такому біологічному процесі, як альтернативний сплайсинг. 
Локалізований у мембрані.